# William Ferguson
William Ferguson, född 6 mars 1940 i Johannesburg, död 19 maj 2007 i Durban, var en sydafrikansk racerförare.

## Racingkarriär
Ferguson skulle deltagit i formel 1-loppet i Sydafrika 1972 men han startade inte. Bilen kördes av hans stallkamrat John Love och stallets andrabil hade motorproblem. 

## F1-karriär
| Säsong | Stall/Tillverkare                          | Poäng | Placering |
| ------ | ------------------------------------------ | ----- | --------- |
| 1972   | Team Gunston (Surtees-Ford & Brabham-Ford) | 0     | –         |